# Cartoonito
Cartoonito ist ein Fernsehsender, der Teil der US-amerikanischen Cartoon-Network-Gruppe ist, die wiederum zu Warner Bros. Discovery gehört. Im deutschsprachigen Raum war der Sender bis zum 18. März 2023 als Boomerang bekannt.

## Geschichte

### Als Boomerang (2006–2023)
Cartoon Network startete mit Boomerang einen Spin-off-Sender, der vorrangig klassische Zeichentrickserien aus den Archiven von Warner Bros., Metro-Goldwyn-Mayer und Hanna-Barbera zeigte. Außerhalb der USA gibt es in vielen Ländern Ableger des Senders, so u. a. in Großbritannien, Polen, Australien, Deutschland, Frankreich, Brasilien sowie in Osteuropa.
Der deutsche Ableger existierte seit dem 1. Juni 2006 und entsprach mit seinem Programm weitgehend jenem der übrigen europäischen Boomerang-Sender. Boomerang Deutschland war kostenpflichtig im Digitalangebot der deutschen Kabelnetzbetreiber Vodafone Kabel Deutschland, KabelKiosk und Unitymedia sowie über Satellit bei arena und seit 1. September 2007 bei Premiere Star empfangbar. Seit dem Wechsel von Premiere zu Sky Deutschland war er über das Programmpaket Sky Welt Extra zu empfangen. Auch via UMTS wurde das Programm über Vodafone Live! Mobile TV sowie T-Mobile Mobile-TV verbreitet (kostenpflichtiger Premium-Sender).
Seit April 2007 wurde der Sender in der Schweiz von Cablecom in ihrem digitalen Angebot vertrieben. Den Programmführer von Boomerang konnte man auf der Homepage von Vodafone Kabel Deutschland einsehen. Zudem wurde der Sender auch in Österreich gezeigt.
Im September 2011 startete Boomerang gemeinsam mit Kabel Eins und sixx das Vorschul-Programmfenster Cartoonito. Am 20. September 2011 gab Turner bekannt, dass Boomerang HD 2013 in Deutschland starten wird.
Am 31. Oktober 2013 gab Turner bekannt, dass Boomerang HD am 3. Dezember 2013 bei Vodafone Kabel Deutschland, Telekom Entertain & Teleclub startet.
Am 14. Oktober 2014 kündigte Turner an, dass Boomerang im deutschsprachigen Raum auch das neue weltweite Design und das neue weltweite Logo erhalten werde. Das neue Erscheinungsbild des Senders wurde am 16. Februar 2015 umgesetzt.
Am 1. Oktober 2018 wurde der deutsche Ableger des Senders eingestellt und von Boomerang Central and Eastern Europe übernommen. Es wurden keine russischen Bewertungssymbole und Lizenzen gezeigt. Zugleich wurde auf ein neues Design umgestellt.
Seit dem 1. November 2021 war für Boomerang CEE ein bulgarisch-lokalisierter Feed verfügbar.
Wegen des russischen Überfalls auf die Ukraine wurde Boomerang am 9. März 2022 in Russland eingestellt.
Seit September 2022 war das Vorschul-Programmfenster Cartoonito wieder zu sehen.

### Als Cartoonito (ab 2023)
Am 18. März 2023 wurde Boomerang eingestellt und vollständig durch Cartoonito ersetzt. Gestartet wurde mit einem 9-tägigen Batwheels-Marathon.

## Senderlogos

Logo bis zum 16. Februar 2015
Logo von Boomerang HD vom 3. Dezember 2013 bis 15. Februar 2015
Boomerang-Logo vom 16. Februar 2015 bis zum 18. März 2023
Logo von Boomerang HD von dem 16. Februar 2015 bis zum 1. Dezember 2016
Logo von Cartoonito seit dem 1. September 2022 (als Programmfenster), seit dem 18. März (als eigener Sender)

## Früheres Cartoonito-Programmfenster

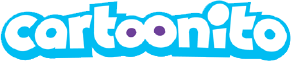
Cartoonito-Logo von September 2011 bis 2014

Cartoonito war ein Programmfenster, welches an Vorschüler gerichtet ist. Gestartet wurde es im September 2011 und war morgens und abends zu sehen. In 2014 wurde es wieder eingestellt.
Im August 2022 wurde angekündigt, dass das Programmfenster ab dem 1. September 2022 mit dem neuen Design des US-Ablegers zurückkehren wird.

Derzeit ist es jeden Tag zwischen 08:00 und 14:00 Uhr mit Shows wie Thomas & seine Freunde und Lucas, die Spinne zu sehen. Geplant waren auch unter anderem Batwheels oder Glücksbärchis – Entdecke die Magie!, diese wurden jedoch verschoben.

Cartoonito-Logo seit September 2022

## Serien im Programm

### Aktuell
Quelle: Serien nach Sendern: Cartoonito
- Alice & Lewis
- Batwheels
- Bugs Bunnys Baumeister (ab 1. April 2023)
- Die Tom und Jerry Show
- Grizzy und die Lemminge
- Mighty Mops
- Mr. Bean - Die Cartoon-Serie
- Pat der Hund
- Tom & Jerry in New York (ab 1. Mai 2023)
- Baby Looney Tunes
- CoComelon
- Dorothy und der Zauberer von Oz (ab 1. Mai 2023)
- Lucas, die Spinne
- Thomas & seine Freunde – Alle Maschinen los!
- As Aventuras de Gui & Estopa

### Früher
- Agent Binky und das Pfoten-Superteam
- Angelo!
- Animaniacs
- Baby Looney Tunes
- Ben 10
- Bleib Cool, Scooby-Doo!
- Bunnicula
- Boomerang Märchenstunde
- Der Zoo
- Die neue Looney Tunes Show
- Bugs Bunny & Looney Tunes
- Der rosarote Panther
- Die Dschungelhelden
- Die Eule – Echt kauzig
- Die Flintstones Kids
- Die Garfield Show
- Die Jetsons
- Die Looney Tunes Show
- Die Wille E. Coyote und Road Runner Show
- Duck Dodgers
- Familie Feuerstein
- Flipi und die Pilzlinge
- Inspector Gadget
- Jungle Beat
- Kingdom Force
- Looney Tunes Cartoons
- Lamput
- Maulwurf Moley
- Mr. Bean
- Mr. Magoo (2018)
- Mascha und der Bär
- Ninja Express
- Power Players
- Scooby-Doo!
- Scooby-Doo und wer bist Du?
- Scooby-Doo, wo bist du?
- Scooby und Scrappy Doo
- Scooby-Doo und die Detektivbande
- Spürnase Scooby-Doo
- Superkater
- Sylvester und Tweety
- Taffy
- The New Scooby-Doo Movies
- Tom und Jerry
- Tom & Jerry Kids
- Tom & Jerry auf wilder Jagd
- The Scooby-Doo Show
- Tiny Toon Abenteuer
- What’s New, Scooby-Doo?
- Wacky Races – Autorennen Total (1968)
- Wacky Races - Autorennen Total (2017)
- Ritter hoch 3
- Yogi Bär
- Yo Yogi!
- Yogi auf Schatzsuche
- The Happos Family
- Yabba Dabba Dinos